# Vrahti

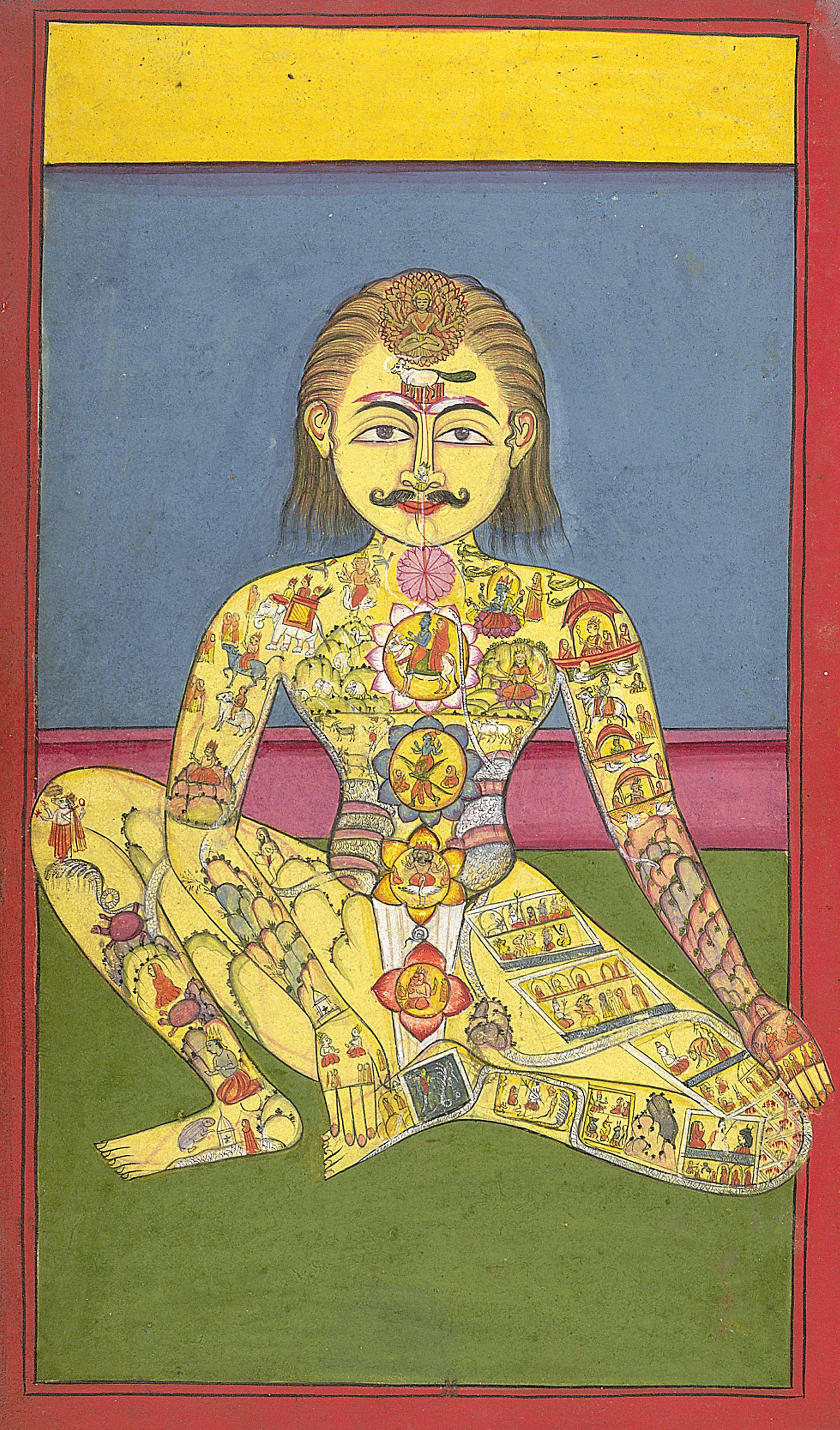
Oude Tibetaanse kaart met de 7 Chakra's en de belangrijkste marmapunten.

Vrahti (Vrahti-punt) is een marmapunt gelegen op de rug. Marmapunten worden in Oosterse filosofieën gebruikt bij massage, yoga, reflexologie en reiki. Men gelooft dat een marmapunt op een nadi ligt en zo een uitwerking kan hebben op een bepaald lichaamsdeel, proces of emotie
| Vrahti  |                                                                                  |
| ------- | -------------------------------------------------------------------------------- |
| Positie | Vrahti is gelegen op de onderkant van de schouderbladen, ter hoogte van de oksel |
| Functie | dit punt staat in verband met hart (fysiek) en longen                            |

## Overige marmapunten
Naar schatting zijn er 62.000 marmapunten in het lichaam. De belangrijkste 52 zijn: